# Irving J. Good
 Irving John (Jack) Good  (London, Anglia, 1916. december 9. – Radford, Virginia, USA, 2009. április 5.) angol statisztikus, aki kriptográfusként és fejlesztőként részt vett a Colossus számítógép kifejlesztésében a Bletchley Parkban.
Londonból, egy lengyel-zsidó családból származik. Születésekor a Isidore Jacob Gudak nevet kapta, amit később angolosított Irving John Good-ra. Publikációit I. J. Good néven adta ki.
1938-ban végzett a Jesus College-ben a Cambridge-i Egyetemen, matematika szakon. Kutatómunkát végzett G. H. Hardy alatt, majd a doktori cím megszerzése után a Bletchley Parkban dolgozott.